# شوك الضب المأكول
شوك الضب المأكول أو شقف أو زغاف (الاسم العلمي:Blepharis edulis) هو نوع من النباتات يتبع جنس شوك الضب من الفصيلة الأقنتية.